# Jacques Maury (acteur, 1937-1985)
 (décembre 2018).
Pour les articles homonymes, voir Jacques Maury et Maury.

Jacques Vloeberghs dit Jacques Maury, né le 25 juin 1937 à Berchem (Belgique) et mort le 20 mars 1985 à Mahé (Seychelles), est un acteur belge.
Un site officiel consacré à Jacques Maury Vloeberghs a été mis en ligne en 2025. Il propose un aperçu de sa carrière, de ses rôles et de son héritage artistique. C'est un projet personnel réalisé en hommage à Maury, en l'absence d'autres ressources officielles. Il s'agit d'une initiative non lucrative dédiée à la mémoire de cet acteur belge.

## Biographie
Formé au Conservatoire national supérieur d'art dramatique de Paris (promotion 1963), il est engagé dès sa sortie comme pensionnaire de la Comédie-Française où il joue de nombreux rôles classiques et contemporains pendant sept ans.
Il apparaît aussi dans les films de grands réalisateurs français tels que Jacques Demy, Gérard Oury et Roman Polanski, mais également étrangers comme Woody Allen et Billy Wilder. Pour autant, sa carrière cinématographique est toujours restée cantonnée aux petits rôles voire à la figuration. 
En 1985, alors qu'il est à Mahé, aux Seychelles, pour le tournage du film Pirates de Roman Polanski, il est victime d'une hémorragie cérébrale et décède quelques jours plus tard, le 20 mars. L'équipe du film, ayant dû quitter les Seychelles pour poursuivre le tournage en Tunisie, lui rend hommage lors d'une messe prononcée en de nombreuses langues dans l'église catholique de Sousse.
Réalisé en 1986 mais sorti en 1987, Lévy et Goliath est le dernier film dans lequel il apparaît.

## Filmographie

### Cinéma
- 1969 : La Maison de campagne de Jean Girault : l'automobiliste courtois
- 1970 : Michel Strogoff de Eriprando Visconti : Captain Alexandre Chélépine
- 1970 : Commencez la révolution sans nous de Bud Yorkin : Le capitaine Sorel
- 1973 : Le Train de Pierre Granier-Deferre
- 1973 : Voyage en Grande Tartarie de Jean-Charles Tacchella
- 1974 : La Race des seigneurs de Pierre Granier-Deferre : un membre du PRU
- 1974 : La Gifle de Claude Pinoteau : Rabal
- 1974 : Guerre et Amour de Woody Allen : le second du cuisinier
- 1975 : Monsieur Klein de Joseph Losey : le médecin
- 1976 : Le Tigre du ciel de Jack Gold : Ponnelle
- 1976 : De l'autre côté de minuit de Charles Jarrott : Philippe Sorel
- 1977 : Les Petits Câlins de Jean-Marie Poiré : Margeron
- 1977 : Le Point de mire de Jean-Claude Tramont : l’inspecteur de police belge
- 1977 : Un papillon sur l'épaule de Jacques Deray : Goma
- 1977 : Fedora de Billy Wilder : François, l'huissier
- 1977 : La Coccinelle à Monte-Carlo de Vincent McEveety : l'officiel, sur la ligne de départ
- 1978 : I Love You, je t'aime de George Roy Hill : Inspecteur Leclerc
- 1978 : Lady Oscar de Jacques Demy : baron de Breteuil
- 1979 : Bête, mais discipliné de Claude Zidi : le bijoutier
- 1979 : Charles et Lucie de Nelly Kaplan : le commissaire
- 1979 : Je vais craquer de François Leterrier : Duran-Rodel
- 1979 : La Tour Eiffel en otage de Claudio Guzmán (en)
- 1980 : Le Coup du parapluie de Gérard Oury : le concierge du Byblos
- 1980 : Pile ou Face de Robert Enrico : l'avocat
- 1980 : Une robe noire pour un tueur de José Giovanni : le procureur de Risler
- 1981 : Mille milliards de dollars de Henri Verneuil : Jack Sleiter, un directeur de GTI
- 1981 : Enigma de Jeannot Szwarc
- 1983 : Les Compères de Francis Veber : Julien
- 1983 : Le Marginal de Jacques Deray : Maître Cappa
- 1983 : P'tit Con de Gérard Lauzier : l'ami du père de Michel
- 1983 : Les Voleurs de la nuit de Samuel Fuller : Desterne
- 1984 : La Tête dans le sac de Gérard Lauzier : l'associé
- 1984 : Tranches de vie de François Leterrier : l'homme au livre dans le sketch "Un livre, c'est personnel"
- 1984 : Une Américaine à Paris de Rick Rosenthal
- 1985 : Bonjour les vacances 2 de Amy Heckerling
- 1986 : Pirates de Roman Polanski : un officier espagnol
- 1986 : L'Étincelle de Michel Lang : Dr. Willenstein
- 1987 : Lévy et Goliath de Gérard Oury

### Télévision

#### Séries télévisées
- 1977 : Chapeau Melon et Bottes de Cuir (saison 2 épisode 4 : Le lion et la licorne) : Ritter
- 1978 : Madame le juge de Philippe Condroyer, épisode "Le Feu"
- 1981 : Les Roses de Dublin de Lazare Iglesis : Homère Kratsinas
- 1982 : : Les Nouvelles Brigades du Tigre, saison 5, épisode 6 Le complot : Durbeck